# Furutaka (cruzador)
O Furutaka (古鷹) foi o primeiro cruzador pesado operado pela Marinha Imperial Japonesa e a primeira embarcação da Classe Furutaka, seguido pelo Kako. Sua construção começou em dezembro de 1922 na Mitsubishi e foi lançado ao mar em fevereiro de 1925, sendo comissionado em março do ano seguinte. Era armado com uma bateria principal composta por seis canhões de 203 milímetros montados em seis torres de artilharia únicas e depois em três duplas, tinha um deslocamento de mais de dez mil toneladas e alcançava uma velocidade máxima de 35 nós.
O Furutaka teve uma carreira tranquila durante os tempos de paz. Na Segunda Guerra Mundial, deu apoio para as invasões da Ilha Wake e Guam em 1941 e então participou do início das campanhas da Nova Guiné e Ilhas Salomão em 1942. Esteve presente na Batalha do Mar de Coral em maio e então foi enviado para servir na Campanha de Guadalcanal, lutando nas Batalhas da Ilha Savo em agosto e Cabo Esperança em outubro. Ele saiu ileso da primeira, porém na segunda foi afundado depois de ser torpedeado a alvejado por vários navios norte-americanos.